# Torneio Pentagonal R. Monteiro 1949
Torneio Pentagonal R. Monteiro foi uma competição amistosa interestadual de futebol programada para ser disputada na cidade de São Paulo em 1949, que teve a participação de cinco equipes, quatro do Estado de São Paulo e uma do Rio de Janeiro, então Distrito Federal, com quatro partidas programadas para serem cumpridas por cada clube, nas quais todas as equipes envolvidas se enfrentariam, sendo campeã aquela que tivesse o melhor aproveitamento.

## Participantes
Corinthians
 Fluminense
 Palmeiras
 Portuguesa
 São Paulo

## Tabela
Todos os jogos programados para serem disputados no Estádio do Pacaembu.
São Paulo 3-1 Portuguesa - 6 de janeiro
Corinthians 3-2 Palmeiras - 9 de janeiro
Corinthians 5-1 Portuguesa - 16 de janeiro
São Paulo 3-2 Fluminense - 23 de janeiro
Portuguesa 3-2 Palmeiras - 19 de janeiro
Corinthians 1-2 Fluminense - 25 de janeiro
Portuguesa 3-3 Fluminense - 29 de janeiro
Palmeiras 3-0 Fluminense - 2 de fevereiro
São Paulo 2-1 Palmeiras - 5 de fevereiro
Nota: A partida entre São Paulo e Corinthians não foi realizada.

## Classificação final
Jogos - V - E - D - GF - GC - Pontos
1. São Paulo    3 - 3 - 0 - 0 - 8 - 4 - 6   
2. Corinthians  3 - 2 - 0 - 1 - 9 - 5 - 4
3. Fluminense   4 - 1 - 1 - 2 - 7 - 10 - 3
3. Portuguesa   4 - 1 - 1 - 2 - 8 - 13 - 3
5. Palmeiras    4 - 1 - 0 - 3 - 8 - 8 - 2
| Torneio Pentagonal R. Monteiro 1949 |
| ----------------------------------- |
| São Paulo Campeão                   |